# Heterometrus laevigatus
Espèce
Synonymes
- Palamnaeus laevigatus Thorell, 1876

Heterometrus laevigatus est une espèce de scorpions de la famille des Scorpionidae.

## Systématique et taxinomie
Cette espèce a été décrite sous le protonyme Palamnaeus laevigatus par Thorell en 1876. Elle est placée en synonymie avec Heterometrus spinifer par Couzijn en 1981. Elle est relevée de synonymie par Prendini et Loria en 2020.
Décrite à partir d'une femelle subadulte de provenance incertaine, cette espèce est considérée comme nomen dubium par Kawai, Unnahachote, Suttisatid et Tang en 2023.
Heterometrus cimrmani et Heterometrus minotaurus, placée en synonymie par Prendini et Loria en 2020, sont relevée de synonymie par Kawai, Unnahachote, Suttisatid et Tang en 2023.

## Publication originale
- Thorell, 1876 : « Études Scorpiologiques. » Atti della Societa Italiana di Scienze Naturali, vol. 19, p. 75–272 (texte intégral).